# 로버트 고다드

제작한 로켓과 함께 서있는 고다드

로버트 허칭스 고다드(Robert Hutchings Goddard, 1882년 10월 5일 ~ 1945년 8월 10일)는 로켓의 선구자로 널리 알려진 미국의 과학자이다. 그는 1926년 3월 16일 세계 최초로 액체 연료를 사용하는 현대적 개념의 로켓을 쏘아 올렸으며, 1935년에는 로켓을 시속 885킬로미터(550마일)로 비행할 수 있을 정도로 발전시켰다. 하지만 그는 자신의 생애 동안 업적을 인정받지 못했고, 그의 이론은 비아냥거림을 받기까지 하였다. 사후 그의 업적이 재평가되었고 현재 '로켓의 아버지'로 불리고 있다.

## 생애
고다드는 매사추세츠주의 우스터에서 태어났다. 그는 5살부터 과학에 흥미를 느꼈고, 16살에는 H.G. 웰스의 고전 SF인 《우주 전쟁》(1898)을 읽고 우주에 대한 흥미를 가졌다. 그는 그 이듬해 1899년 10월 19일에 뒤뜰의 높은 앵두나무에 죽은 가지를 잘라내려고 올라갔는데, "나는 나무에서 내려왔을 때 올라갈 때와는 다른 소년이었다. 마침내 존재가 매우 뜻깊게 여겨졌다."고 훗날 적었다. 나무 위에서 그는 한 평생 높이 올라갈 수 있는 우주 비행의 개발에 전념하기로 결심하였다. 그는 이날을 개인적인 기념일로 삼고 잊지 않았다.
고다드는 어릴 때 마르고 허약하여 언제나 건강이 좋지 못했다. 그는 복통과 늑막염, 감기, 기관지염 등을 앓았으며 그 때문에 2년 유급하였다. 대신 그는 열렬한 독서가가 되었으며 지역 도서관에서 정기적으로 물리학 책을 빌리곤 했다.
1901년, 19살의 고다드는 건강이 나아지자 남부고등학교 2학년으로 들어가 정식 교육을 받았다. 그는 학교에서 우등생이었으며 친구들은 그를 두 번이나 반장으로 뽑았다. 고다드는 교육을 받지 못했던 공백 기간을 메꾸기 위해 학교 도서관에 있던 수학, 천문학, 공학, 작문 관련 책을 공부하였다. 1904년, 졸업식에서 그는 졸업생 대표로서 연설했는데, 내용 중 "당연하게 생각하는 것에 대하여"라는 이름이 붙은 부분은 훗날 그의 삶을 상징적으로 나타내준다.
"과학 시간에 배웠던 것처럼 우리는 무엇이 불가능한지 확실히 말할 수 있을 정도로 똑똑하지 않다. 그리고 우리는 한 개인에 있어 그의 한계를 알 수가 없기 때문에 그가 확실하게 할 수 있는 것이 무엇인지, 확실하게 할 수 없는 것이 무엇인지 말하기가 힘들다. 따라서 우리가 성실하게 노력하기 전까지는 그 누구도 우리가 얼마나 많은 돈과 명예를 얻고 얼마나 훌륭한 사람이 될지 예측할 수 없다는 사실을 반드시 기억해야만 한다. 또한 모든 과학은 한때 우리와 별로 다르지 않은 상태에 있었으며 종종 어제의 꿈이 오늘의 희망이 되고 내일의 현실이 되어왔다는 사실로부터 우리는 용기를 내야만 한다."
고다드는 1904년에 우스터 과학기술대학교에 입학했다. 고다드는 지식에 목말라 했으며 일찌감치 물리학과장이었던 윌리엄 더프 교수의 눈에 띄었다. 그리고 더프 교수는 고다드를 실험실 조교와 강사 자리에 앉혔다. 우스터 과학기술대학교에서 고다드는 "시그마 알파 엡실론"이라는 사교단체에 가입했는데 이때부터 미리엄 암스테드와의 긴 사랑을 시작했다. 그녀는 고다드와 고등학교 동창으로 고다드에 이어 차석 졸업을 한 우등생이었다. 그녀와 고다드는 약혼까지 했으나, 끝내 헤어졌으며 1909년 즈음 약혼을 깼다. 고다드는 1909년에 우스터 과학기술대학교에서 물리학 학사 학위를 받았으며 학교에서 일 년 간 물리학 강사로 일했다. 그 뒤 고다드는 1909년 가을부터 우스터에 있는 클라크 대학에서 졸업 공부를 시작했고 1910년에 클라크 대학에서 석사 학위를 받았다. 1912년에는 클라크 대학교에서 물리학 박사 학위를 받기 위해 공부했으며 그 후 1년 간은 명예 펠로우(선임 연구원)로서 공부했다. 1913년에 고다드는 프린스턴 대학교의 파머 물리 실험실 특별 연구원직을 맡았다.
1914년까지 스미스소니언 협회로부터의 재정 원조를 받아 로켓 모터의 설계에 착수했다. 1919년에는 달 비행의 가능성에 대해 집필했다.
고다드는 1926년 3월 16일에 매사추세츠주의 어번에서 최초의 액체 연료 로켓을 쏘아 올렸다. 그 역사적인 사건을 그는 일기에 간결하게 "액체 연료를 사용하는 로켓의 최초 비행은 어제 에피 아줌마의 농장에서 행해졌다."라고 기록했다. '네루’라고 명명된 로켓은 인간의 팔만한 크기로, 2.5초 만에 41피트를 상승했다. 그것은 액체 연료 추진의 가능성을 증명한 중요한 실험이었다.
고다드는 타인을 신용하지 않고 혼자서 연구를 진행해 그 실적의 파급은 한정되었다. 그의 비사교성은 다른 과학자 및 미디어로부터 받은 혹평으로 인한 것이었다. 고다드의 획기적인 논문 《초고공에 도달하는 방법》에 대해서 뉴욕타임스는 진공 상태에서는 로켓을 추진시킬 물질이 존재하지 않기 때문에(작용·반작용의 법칙이 성립하지 않고) 날아갈 수 없는 것을 누구라도 알고 있다고 극렬하게 비판했다. 기사에서는 "고다드가 고등학교에서 배워야 할 지식을 가지고 있지 않은 것 같다."라고 비난했다.
1929년에 행해진 실험 때 많은 구경꾼이 모여 소방서에 신고되는 소란이 발생했다. 찾아온 신문 기자들에게 고다드는 과장된 기사를 싣지 않도록 간절히 부탁했지만, 우스터의 지방 신문은 "달 로켓은 238,799.5 마일의 목표를 잃었다."라는 표제로, 달을 목표로 한 로켓이 실패해 공중에서 폭발했다는 내용의 기사를 게재했다. 실제로는 신문기자가 본 로켓의 잔해는 낙하한 로켓이 지면에 격돌한 것이었고, 로켓은 예정된 고도에 도달하여 실험은 성공했다. 고다드는 그 일을 필사적으로 설명했지만 소 잃고 외양간 고치는 격이었으며, 이것이 계기가 되어 매사추세츠주 내에서의 로켓 발사 실험이 금지되었다. 그러나 이 뉴스로 로켓 연구에 흥미를 느낀 찰스 린드버그의 추천으로 새로운 자금을 원조받아, 이후에 UFO 소란으로 유명해진 뉴멕시코주 로즈웰로 실험장을 옮길 수 있었다.
제2차 세계 대전이 시작되면서, 고다드는 미국 해군을 위해서 로켓 공학의 연구를 했지만, 해군은 그 연구의 가치를 이해하지 못했다. 유일한 예외는 함재기를 단거리의 활주로에서 발진시키기 위한 보조 로켓이었다. 짓궂게도, 그의 연구에 가장 흥미를 느낀 것은 나치 독일이었다. 나치 독일의 과학자 베르너 폰 브라운은, 고다드의 이론을 참조해 V2 로켓을 완성했다.

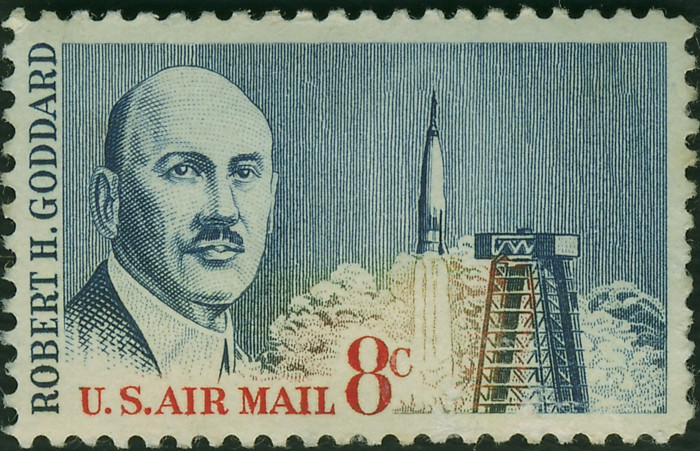
미국 우표에 실린 고다드

1969년, 아폴로 11호의 달 착륙이 있기 바로 전날에 뉴욕타임스는 49년 전에 발표한 고다드에 대한 사설을 철회했다. 뉴욕타임스는 고다드의 실험을 보다 진보한 실험과 조사라면서 "17세기의 아이작 뉴턴의 실험 결과를 확인했고, 대기 중에서와 마찬가지로 진공 상태에서도 로켓을 추진할 수 있는 것은 명확하게 확인되었다. 뉴욕타임스는 (작용·반작용의 법칙을 잘못 해석하고 있던) 잘못을 후회한다."라는 사설을 발표했다.
1945년에 후두암으로 사망하기까지 고다드는 자신이 고안·발명한 것들에 대해 214개의 특허를 얻었지만, 내성적이고 소극적이었던 성격 탓에 그의 생전에는 그것들이 주목을 받는 일은 전혀 없었기 때문에 대부분은 그의 사후에 이루어졌다. 1960년, 미국 정부는 고다드의 모든 특허를 그의 미망인으로부터 100만 달러에 매입했다. 1959년에 설립된 고다드 우주 비행 센터와 《신 스타트렉》에 등장하는 셔틀 크래프트 고다드는 그를 기념하여 명명되었다.
아폴로 11호가 달에 도달했을 때, SF 작가인 아이작 아시모프는 고(故) 고다드를 향해, "고다드야, 우리는 달에 있다"라고 하였다.

## 첫 번째 과학적 활동
고다드는 고등학생 때 우주 여행에 관한 생각들을 정리해서 "우주 탐험"이라는 제목을 붙이고 "Popular Science News" 지에 투고한 적이 있다. 하지만 잡지의 편집자는 그것이 "가까운 미래에" 실현될 수 없다며 편지를 되돌려 보냈다.
학부생일 때에는 자이로 안정기를 사용하여 비행기의 균형을 맞추는 방법에 대한 내용의 기사를 써서 "Scientific American"에 투고하였는데 그것은 1907년에 출판되었다. 고다드는 당시 비행중인 항공기를 자동으로 안정시키는 방법을 자신이 최초로 제안했다고 믿었음을 훗날 수첩에 기록하였다. 사실 고다드의 제안은 기능적 자이로스코프를 개발하며 돌파구를 찾던 다른 과학자들의 제안과 비슷한 시기에 나온 것이었다.
고다드는 1909년 2월에 처음으로 액체 연료 로켓의 가능성에 대한 글을 썼다. 고다드는 본래 사용되고 있던 화약 로켓과는 상이한 방법을 써서 로켓의 효율성을 증가시키는 방법에 대하여 연구했는데 액체 수소를 연료로, 산소를 산화제로 쓰는 방법에 대하여 글을 적었다. 고다드는 그러한 액체 추진제를 이용하면 효율이 50% 정도 늘어날 것이라고 생각했다.

## 고다드의 비밀 유지
고다드는 다른 과학자들과 그의 연구 결과를 공유하는 것을 꺼렸으며, 그의 기술자들과만 일하기를 좋아했다. 캘리포니아 공과대학교에서 로켓을 연구하던 프랭크 말리나(Frank Malina)가 고다드를 1936년 8월에 방문했을 때, 그는 자신의 "액체 추진 로켓 개발"에서 발표된 것 외에는 그의 연구에 대해 논의하기를 주저하였다. 말리나의 멘토인 테오도어 폰 카르만(Theodore von Kármán)은 그의 태도에 대해 불쾌해 했으며, "물론 칼텍은 우리의 상호 이익을 위해 고다드에게서 가능한 많은 정보를 얻길 원했다. 그러나 고다드는 비밀 유지를 고집했다... 비밀의 문제는 한 사람을 쉽게 잘못된 방향으로 이끌며 자신은 그것을 모를 수 있다는 것이다." 그러나 이전 시점에서 테오도어 폰 카르만(Theodore von Kármán)은 말리나가 그의 방문 이후 '매우 열정적'이며, 칼텍은 고다드의 연구 및 특허를 기반으로, 자신들의 액체 추진 로켓을 변화시켰다고 말했다. 말리나는 그가 고다드의 연구소에서 몇 가지 구성 요소를 제외한 모든 것을 보고 고다드는 친절히 대해주었다고 기억했다.
비밀 유지에 대한 고다드의 걱정은 다른 과학자들과 엔지니어들과 협력하는 데 실패한 것에 대한 비판이었다. 그가 더 적은 기술적 지원을 받더라도 간섭 없이 자신의 아이디어를 독자적으로 개발하는 것이 빠른 결과를 가져올 것이라는 것이 그 당시 그의 접근 방식이었다. 1940년에 고다드와 같이 일하게 된 조지 서튼(George Sutton)은 그와 그의 동료들이 고다드의 일에 대해 듣지 못했으며, 그의 연구에 대한 세부 사항을 알 수 있었더라면 시간을 절약할 수 있었을 것이라고 말했다. 조지 서튼은 고다드의 특허에 대해 관심을 갖지 않고 독일 팀의 지식과 지도에 의존한 것이 자신들의 잘못임을 인정하였다. 그는 미국이 그 당시 초기에 독일이나 소련은 특허의 복사본을 가지고 있었는데도 고다드의 특허에 대한 정보를 배포하지 않았다고 기록했다. (특허청은 세계 대전 중 로켓 특허를 공개하지 않았다.) 그는 고다드 전문가들에게 말했으며, 기사와 논문을 발표하고, 자신의 아이디어에 대한 특허를 등록하였다. 하지만 그는 기본 원리에 대해서는 논의하면서도 로켓을 높은 고도로 발사하고 이론을 증명할 때까지 디자인의 세부 사항을 공개하지 않으려 했다. 그는 우주 비행에 대한 언급을 피하는 경향을 보였다. 그는 다른 과학자들은 우주 비행이 비과학적인 주제라고 여겼기 때문에, 고고도의 연구에 대해서만 언급했다.
그러나 그의 비밀 유지 경향은 절대적이지 않았으며, 완전히 비협조적이지도 않았다. 1945년에 GALCIT은 육군을 위해 WAC Corporal을 만들고 있었는데, 로켓 엔진 성능에 문제가 생겨 말리나가 도움을 청해오자 그는 기꺼이 도움을 주었다.
제1, 2차 세계 대전 동안 그는 군에 자신의 봉사, 특허 및 기술을 제공하였으며, 몇 가지 중요한 기여를 했다. 제2차 세계 대전이 발발하기 직전에 몇몇 젊은 육군 장교들이 고다드 의 연구를 중요하게 생각했지만, 그의 연구에 대한 자금을 더 이상 마련할 수 없었다. 그는 더 이상 자신의 연구가 혼자 계속될 수 없다고 생각하고, 아메리칸 로켓 학회(American Rocket Society)의 국장이 되어 항공우주 산업을 싹틔울 준비를 했다.

## V-2
1945년 봄, 고다드는 독일 V-2 탄도 미사일이 그가 계약 근무했던 메릴랜드주 애너폴리스 소재의 해군 연구소에 보관되어 있는 것을 보았다. 미군이 하르츠 산맥의 미텔베르크(Mittelwerk) 공장에서 발사되지 않은 로켓을 획득하여 보유하고 있었던 것이었다. 그리고 샘플은 특별 임무 V-2를 통해 1945년 5월 22일 운송되었다. 철저한 관찰 후, 고다드는 독일인들이 자신의 연구를 훔쳤음을 확신했다. 설계 세부 사항이 정확하게 동일하지는 않았지만, V-2의 기본 설계는 고다드의 로켓 중 하나와 비슷했다. 그러나 V-2는 고다드가 만들고 실험했던 가장 성공적인 로켓들보다 훨씬 더 기술적으로 진보되어 있었다. 베르너 폰 브라운이 이끄는 페네뮌데 육군 연구 센터 출신의 페네뮌데(Peenemünde) 로켓 그룹은 1939년 이전의 접촉들로부터 한정된 정도의 이익을 보아왔다. 그러나 그들의 우주 선구자인 헤르만 오베르트(Hermann Oberth)의 연구에서 시작된 것이기도 했다. 하지만 오베르트의 회사는 막대한 국가 자금, 대규모 생산 시설(노예 노동을 사용), 그들의 설계를 다듬을 수 있도록 허용한 반복 비행 실험 등의 이점을 가지고 있었다. 오베르트는 이론가였으며 로켓이나 작동하는 엔진을 만들지 않았다.
그럼에도 불구하고, 1963년, 로켓의 역사를 회고하며 폰 브라운이 고다드에 대해서 말했다. "그의 로켓은 오늘날의 로켓 표준보다 조잡할지도 모른다. 하지만 그들은 새로운 길을 열었으며, 대부분의 현대 로켓과 우주 차량들에 사용되는 많은 기능들을 포함하고 있었다." 그는 액체 연료를 사용한 고다드의 실험이 '우리의 연구 시간들을 단축시켜 줬고, 그것이 실현되기도 전에 우리에게 V-2의 시대를 마칠 수 있게 해주었다’고 회상했다.
고다드가 개발한 V-2에는 세 가지 기능이 V-2에 나타난다.
1. 터보펌프가 연소실에 연료를 주입하는데 사용됐다.
2. 노즐 속에서 자이로스코프로 통제되는 날개가 외부 날개를 안정화시킬 수 있을 때까지 로켓을 안정화시킨다.
3. 기화된 가스 막이 엔진 벽을 연소 열로부터 보호하도록 하기 위해 연소실 벽 주위에 다량의 알콜을 묻혔다.

비록 의도한 것은 아니었지만, 액체 연료 로켓에 관한 고다드의 업적은 제2차 세계 대전이 더 빨리 종식시키는 역할을 하였다. 독일인들은 전쟁 전에 고다드의 진보를 지켜보아 왔으며, 거대하고 액체 연료를 사용하는 로켓을 실현시킬 수 있다는 확신을 얻게 되었다. V-2 프로젝트의 수장인 도른베르거 장군(Walter Robert Dornberger)은 그들이 미국과 경쟁 중이며 고다드 박사의 성과가 히틀러에게 관심을 받는다는 생각을 이용했다. 그러나 15억으로 추정되는 전쟁 자금을 공포심을 조장하지도 않고 군사적 목표물에 대한 유효 정확성도 떨어지는 테러 무기에 소비한다는 것은 전략적 실수였다. 자원을 현존하며 새롭고 효과적인 무기에 사용하는 편이 더 나았다.

## 연표
- 1882년 10월 5일, 매사추세츠주 우스터에서 태어남
- 1901년 ~ 1904년 사우스 커뮤니티 고등학교 졸업
- 1904년 ~ 1908년 우스터 폴리테크닉 대학교 학사
- 1909년 ~ 1910년 클라크 대학교 물리학 석사
- 1910년 ~ 1911년 클라크 대학교 물리학 박사
- 1919년 《A Method of Reaching Extreme Altitudes》 출판
- 1920년 1월 12일, 뉴욕타임스에 비판 기사 실림
- 1924년 6월 21일, 에스터 크리스틴 키스크와 결혼
- 1926년 3월 16일, 매사추세츠주 어번에서 그의 첫 로켓 발사
- 1930년 뉴멕시코주 로즈웰로 이주
- 1945년 8월 10일 사망
- 1969년 7월 17일, 뉴욕타임스가 그에게 공식 사과함